# 保安胡同
45°32′14″N 126°58′42″E / 45.5372056°N 126.9783601°E
保安胡同，是位于北京市西城区中部的一条胡同。现已无存。

## 简介
保安胡同的主干道为东西走向，东起闹市口中街，西部北到库资胡同，南到西铁匠胡同。全长200米，平均宽6米。明朝“保安寺街”因有古刹保安寺而得名。1965年北京市整顿地名时，定名为“保安胡同”。保安胡同11号为保安寺旧址，到保安胡同拆除前，仅存山门、大殿，已变成民居。1990年代末，保安胡同被全部拆除，原址建成北京国际金融大厦。